# رافاييل فارفان
رافاييل فارفان (بالإسبانية: Rafael Farfán) هو لاعب كرة قدم بيروفي في مركز الدفاع، ولد في 28 ديسمبر 1975 في ليما في بيرو. شارك مع منتخب بيرو لكرة القدم. أما مع النوادي، فقد لعب مع سبورت أنكاش وسبورت وانكايو.

## وصلات خارجية
- رافاييل فارفان على موقع قاعدة بيانات كرة القدم.إي يو (الإنجليزية)
- رافاييل فارفان على موقع ناشيونال فوتبول تيمز (الإنجليزية)